# Sybra pusio
Sybra pusio là một loài bọ cánh cứng trong họ Cerambycidae.